# Вбивство Хінд Раджаб
Хінд Раджаб (араб. هند رجب ; 3 травня 2018 р  — 29 січня 2024) — шестирічна палестинська дівчинка з сектору Гази, вбивство якої разом із шістьма членами сім'ї та двома парамедиками, які прийшли її рятувати, ізраїльськими військами під час війни між Ізраїлем та Хамасом отримало широке висвітлення.
Раджаб та її родина тікали з Гази, коли їхню машину обстріляли, вбивши її дядька, тітку та трьох кузенів, за винятком Раджаб та ще однієї кузини, яка зв'язалась з Товариством Червоного Півмісяця Палестини (ТЧПП), щоб попросити про допомогу, зауваживши, що напад здійснили ізраїльським танком. Кузена пізніше також убили, а Раджаб застрягла в машині, кілька годин тримавши зв'язок телефоном, коли парамедики з ТЧПП намагалися врятувати її. Дівчинку і медиків пізніше також знайшли вбитими 10 лютого після відступу Ізраїлю.
Ізраїль стверджував, що в околицях не було військ, і заперечував вчинення атаки. Однак це спростували розслідування, які спиралися на супутникові зображення та візуальні докази, які з'ясували, що кілька ізраїльських танків справді були присутні, і один, ймовірно, випустив 335 пострілів по машині, в якій перебували Раджаб та її сім'я, причому оператори танків могли бачити, що в машині перебували цивільні, серед них діти. Розслідування Forensic Architecture, крім того, дійшло висновку, що ізраїльський танк також, ймовірно, атакував машину швидкої допомоги, яка прибула по Раджаб.
Після вбивства деякі західні ЗМІ піддалися критиці за висвітлення інциденту, зокрема за те, що вони не вказали, хто вбив Раджаб, і за те, що вони перебільшували її вік. Американські студенти-протестувальники перейменували захоплені будівлі на честь Раджаб, привернувши до інциденту більшу увагу.

## Вбивство
До листопада 2023 року, через місяць після ізраїльського вторгнення в Сектор Газа, більша частина Сектора була здебільшого спустошеною та розбомбленою. До грудня 2023 року система охорони здоров'я в Газі переживала крах через атаки Ізраїлю та блокаду гуманітарної допомоги. Особливо постраждала північна частина Гази, оскільки до грудня в цьому районі не було функціонуючих лікарень через брак запасів, палива та персоналу.
29 січня 2024 року Раджаб разом із шістьма членами її родини тікали з району Тель-аль-Хава в місті Газа, коли танк ізраїльської армії розстріляв їх автомобіль, чорну Kia, убивши тітку, дядька, і чотирьох кузенів. Єдиною, хто вижив, 15-річна двоюрідна сестра Раджаб Лаян Хамаде, викликав невідкладну допомогу ТЧПП. Хамаде плакала, далі додаючи, що «Вони стріляють по нас. … Ми в машині, танк прямо біля нас».
Було чути, як вона кричала, коли її вбили під звуки кулеметного вогню, що обстрілював машину. Коли диспетчери передзвонили, Раджаб відповіла на дзвінок, повідомивши, що всі інші в машині мертві і що танк продовжує наближатися до машини. Раджаб залишалась на лінії з ТЧПП протягом трьох годин, кажучи диспетчеру: «Я так налякана, будь ласка, прийдіть. Прийдіть, заберіть мене. Будь ласка, ви прийдете?». Пізніше її дідусь розповів журналістам, що вона зазнала поранень у спину, руку та ногу. Раджаб, якій наказали й далі ховатися в автомобілі, могла врятувати карета швидкої допомоги ТЧПП. Аудіозапис телефонної розмови між ТЧПП, Хамаде і Раджаб опубліковано Червоним Півмісяцем 3 лютого.
Оскільки територія була в облозі, ТЧПП працювала з Міністерством охорони здоров'я Гази та ізраїльськими військовими, щоб гарантувати безпечний проїзд для бригади швидкої допомоги, щоб врятувати Раджаб. Швидка допомога повідомила, що ізраїльські військові обстріляли їх. Після звуків стрілянини або вибуху зв'язок обірвався. Доля Раджаб та медиків була невідома до 10 лютого 2024 року, коли сім'я повернулася після виведення ізраїльських військ, виявивши машину з Раджаб, Хамаде та рештою всієї сім'ї її дядька. Вікна були вибиті, а двері вкриті отворами від куль. Карету швидкої допомоги Червоного Півмісяця знайшли за кілька метрів, повністю зруйнованою, а також двох працівників швидкої допомоги, Юсуфа аль-Зейно та Ахмеда аль-Мадхуна, які також були вбиті.

## Розслідування
Згідно з першим розслідуванням Euro-Mediterranean Human Rights Monitor, Раджаб та її родичів убили ізраїльські вояки під час «спланованої страти»; використовуючи ракету американського виробництва, ЦАХАЛ також знищив парамедиків Червоного Півмісяця, посланих рятувати дівчинку. Уламки снарядів американського виробництва M830A1 знайшли на місці розбомбленої машини швидкої допомоги Червоного Півмісяця, яка шукала Раджаб та її родину. Речник уряду США заявив, що буде чекати, поки Ізраїль завершить розслідування інциденту.
Представник ЦАХАЛу після попереднього розслідування заявив, що військ ЦАХАЛу «не було поблизу автомобіля або в радіусі обстрілу», і що через відсутність військ координація швидкої допомоги була непотрібною для порятунку Раджаб. У відповідь на заяви ЦАХАЛу Аль-Джазіра заявила: «Ізраїль має історію швидкого очищення своїх військ від будь-яких правопорушень у випадках насильства проти палестинців». Розслідування Аль-Джазіри також виявило, що три ізраїльські танки перебували неподалік від автомобіля під час атаки.
Повідомляють, що розслідування передали Механізму оцінки встановлення фактів Генерального штабу, описаному як незалежний військовий орган, який розслідує незвичайні інциденти. Сполучені Штати також закликали до своєчасного розслідування смерті Раджаб, заявивши, що вони «(душевно) спустошені» смертю Раджаб. ТЧПП повідомила Intercept, що ізраїльські військовики ніколи не зв'язувалися з ними щодо вбивства Раджаб та нападу на машини швидкої допомоги, спростовуючи зауваження Державного департаменту про те, що ТЧПП та ООН «відмовили Ізраїлю в спробах розслідувати інцидент».
Розслідування, проведене The Washington Post у квітні 2024 року, заперечило заяви ізраїльських військових. Розслідування, яке використовувало супутникові зображення, дійшло висновку, що ізраїльська бронетехніка справді перебувала поблизу автомобіля, де вбито Раджаб, і 300-міліметрова діра на санітарній машині Червоного Півмісяця відповідає снаряду ізраїльського танка, хоча було попереджено, що це лише одне пояснення. The Post також підтвердила, що уламки машини швидкої допомоги знайшли на маршруті, наданому КДУТ, відділом міністерства оборони Ізраїлю, який координує безпечні проїзди для медичних транспортних засобів із ЦАХАЛом.

### Forensic Architecture
У червні 2024 року Forensic Architecture оприлюднила своє розслідування, яке спиралося на візуальні, аудіо та інші зібрані докази для реконструкції події. Розслідування дійшло висновку, що ізраїльський танк, ймовірно, випустив 335 снарядів по машині, в якій перебували Раджаб та її сім'я, і що оператори танка могли бачити, що в машині були цивільні особи, включаючи дітей. Крім того, зроблено висновок, що ізраїльський танк також, ймовірно, атакував машину швидкої допомоги, яка прибула по Раджаб.

## Вплив
Справа Раджаб привернула міжнародну увагу завдяки закликам активістів і гуманітарних організацій допомогти знайти її та доставити в безпечне місце, коли вона зникла безвісти протягом 12 днів. Її мати благала міжнародну спільноту не забувати її дочку й повернути її додому. Палестинський Червоний Півмісяць використовував свої облікові записи в соціальних мережах, щоб публікувати фотографії парамедиків і Раджаб протягом кількох днів, водночас закликаючи надати інформацію про їх місцезнаходження. Кілька інформаційних агентств звернулися до ізраїльських військових, щоб ті прокоментували інцидент. 2 лютого ізраїльські військові заявили журналістам CNN, що «не знайомі з інцидентом». Коли з ними знову зв'язалися через три дні, вони повідомили, що «все ще вивчають це питання».
Після виявлення її тіла багато пропалестинських діячів критикували західні ЗМІ за те, що Раджаб «знайдено мертвою», не приписуючи її смерті Ізраїлю, протиставляючи це співчутливому висвітленню загибелі дітей під час російського вторгнення в Україну. Мати Раджаб критикувала ізраїльську армію після підтвердженої смерті її дочки, заявивши: «Скількох ще матерів ви чекаєте, щоб відчути цей біль? Скільки ще дітей ви хочете вбити?». Червоний Півмісяць поклав провину за інцидент на Ізраїль, звинувативши його в навмисному нападі на бригаду швидкої допомоги. МЗС Палестини закликало Міжнародний кримінальний суд притягнути до відповідальності винних у смерті Раджаб. 13 лютого правозахисна група «Справедливість для всіх» подала справу до МКС, звинувачуючи ЦАХАЛ у численних військових злочинах за вбивство Раджаб.
У квітні 2024 року пропалестинські студенти-протестувальники, які брали участь у окупації кампусу Колумбійського університету в Нью-Йорку, захопили Hamilton Hall, навчальну будівлю в університетському кампусі Морнінгсайд-Хайтс. Студенти розгорнули великий банер із перейменуванням будівлі на честь дитини в «Хіндс-хол». Під час сюжету на CNN, де обговорювалося перейменування, ведуча Кейсі Хант пояснила глядачам: «Хінд — це посилання на жінку, яку вбили в Газі». Цей опис був розкритикований як приклад перебільшення віку палестинських дітей і проізраїльського упередження на CNN.У травні 2024 року американський реп-виконавець Macklemore випустив «Hind's Hall» — пісню протесту на честь Раджаб, а також на підтримку студентських протестів. У рамках випуску треку Маклмор заявив, що всі доходи, отримані від трансляцій, підуть до UNRWA.

## Нотатки
1. ↑  Більшість ЗМІ повідомляли, що Раджаб на момент смерті було шість років. Euro-Mediterranean Human Rights Monitor[1] і CNN[2] повідомляли, що Раджаб було п'ять років.